# Sevan
Sevan (armensko Սևան [sɛˈvɑn]) je mesto in mestna občinska skupnost, pa tudi med najbolj priljubljenimi kraji v Armeniji, ki leži v provinci Gegharkunik na severozahodni obali Sevanskega jezera. Mesto je zgrajeno na nadmorski višini več kot 1925 metrov, 65 km severovzhodno od glavnega mesta Erevan in 35 km severno od pokrajinskega središča Gavar.
Sevan je obkrožen z Sevanskim narodnim parkom, naravnim zaščitenim območjem, ki se razprostira od severovzhodnih delov mesta proti jugozahodu, jezero pa tvori naravno mejo mesta na vzhodu.
Po popisu iz leta 2011 je bilo v mestu 19.229 prebivalcev. Vendar pa jih je, po uradni oceni za leto 2016, 19.200.

## Etimologija
Leta 1842 je bil Sevan ustanovljen kot Jelenovka (armensko Ելենովկա, rusko Еленовка), da bi postal vas z ruskim prebivalstvom. Ime je dobil po Jeleni Pavlovni, hčeri carja Pavla I. Ruskega.
Mesto je bilo znano kot Jelenovka do leta 1935, ko so ga po jezeru preimenovali v Sevan. Znanstveno soglasje je, da beseda Sevan izvira iz urartske besede su(i)n(i)a, ki jo običajno prevedemo kot 'jezero'.". Izraz najdemo na klinopisnem napisu urartskega kralja Rusa I. iz 8. stoletja pred našim štetjem, ki so ga našli v Odžaberdu na južni obali jezera.{sfn|Avetisyan|1979|pp=86-87}} Po ljudski etimologiji je Sevan bodisi kombinacija sev ('črn') + Van (t.i. jezero Van) ali sev ('črn') in vank ('samostan').

## Zgodovina
Ozemlje novodobnega Sevana je bilo poseljeno že od 3. tisočletja pred našim štetjem. Kiklopska trdnjava Mecep iz 3. tisočletja pred našim štetjem stoji severno od mesta. Druga kiklopska trdnjava, znana kot Maštocner, je v soseski Camakaberd v Sevanu.
Po ustanovitvi starodavnega kraljestva Armenija je bilo ozemlje novodobnega Sevana vključeno v kantone Mazaz in Varazhnunik na vzhodu zgodovinske pokrajine Ajrarat v Veliki Armeniji.
Na polotoku Sevan, ki leži 3 kilometre vzhodno od današnjega Sevana, je eden najpomembnejših vzorcev srednjeveške armenske arhitekture, samostan Sevanavank iz 9. stoletja. Samostan je bil v glavnem namenjen menihom iz Ečmiadzina, ki so grešili. Trenutno samostan sestavljata dve cerkvi: Surp Arakeloc (Sveti apostoli) in Surp Astvacacin (sveta Mati Božja). Samostan slovi po raznolikosti srednjeveških armenskih hačkarjev (kamni s križi). Sprva je bil samostan zgrajen na južni obali majhnega otoka, ki se je v prvi polovici 20. stoletja spremenil v polotok zaradi umetnega odtekanja jezera pod vladavino Josifa Stalina, zaradi česar je vodostaj padel za približno 20 metrov.
Vzhodna Armenija je postala del Ruskega imperija leta 1828 kot posledica Turkmenčajske pogodbe. Leta 1842 so v regijo prispeli pripadniki ruske molokanske verske sekte, ki so se izognili pregonom v celinski Rusiji in ustanovili vas Jelenovka. Vas je ostala rusko poseljena do konca 19. stoletja.
Po prvi svetovni vojni je bila Jelenovka vključena v samostojno Armenijo od leta 1918 do sovjetizacije 1920.
Leta 1930 je Jelenovka postala središče novoustanovljenega Sevanskega rajona sovjetske Armenije. Leta 1935 se je naselje po bližnjem jezeru preimenovalo v Sevan. Leta 1961 je Sevan dobil status mestnega naselja. Leta 1965 so bili na ozemlje mesta Sevan vključeni bližnje vasi Csamakaberd in Gomadzor. 
Prvi urbanistični načrt za razvoj Sevana je bil uveden leta 1954, z namenom, da bi v mestu do leta 1970 živelo približno 11.000 prebivalcev. Drugi načrt, uveden leta 1967, je bil do leta 1980 predviden za 20.000 prebivalcev. Vendar je bil nov načrt iz leta 1974 je bil zasnovan za rast prebivalstva do 40.000 do leta 2000.
V času sovjetske vladavine je bil Sevan spremenjen v pomembno industrijsko središče v Armenski SSR. Leta 1958 je bila odprta tovarna mehanskih naprav, za njo pa leta 1962 tovarna steklenih izolatorjev. Leta 1978 je bila odprta tovarna moke in leta 1981 pekarne Sevan. Tovarna za predelavo rib je bila urejena leta 1981. Zaradi industrijske rasti se je prebivalstvo mesta med letoma 1959 in 1979 povečalo za 3-krat, s 6500 na 20.500.
Po neodvisnosti Armenije leta 1991 je bila večina razvojnih načrtov opuščena, večina industrijskih obratov pa zaprta. Leta 1995 je bil Sevan vključen v novoustanovljeno upravno provinco Gegharkunik.
Leta 2004 je bila na polotoku Sevan odprta Vaskenska teološka akademija, Matere sedeža svetega Ečmiadzina. Na polotoku je tudi poletna predsedniška rezidenca Republike Armenije.

## Geografija
Mesto Sevan leži na severozahodni obali Sevanskega jezera; v glavnem prevladujejo gore Pambak s severa in Gegham z zahoda.

### Sevanski narodni park
Sevanski narodni park je bil ustanovljen leta 1978 za zaščito jezera in okoliških regij in je v pristojnosti Ministrstva za varstvo narave, upravljan pa je kot raziskovalni center, spremlja ekosisteme in izvaja različne varstvene ukrepe. Prav tako je urejen licenčni ribolov.
Državni rezervat zaseda večja ozemelja okoli jezera, ki se razprostirajo od severovzhodnih delov mesta do jugozahoda. Območje obsega 1501 km², od tega je 24.900 hektarjev jezera. Obdano je s pobočji gorskih verig Areguni, Gegham, Vardenis, Pambak in Sevan. Tu najdemo približno 1600 rastlinskih in 330 živalskih vrst. Park je razdeljen na 3 cone: narodni rezervat, rekreacijsko območje in cona gospodarske rabe.
Porečje jezera je križišče mezofilnih in armensko-iranskih pasov flore kserofila.
Vendar pa so znanstvene raziskave o sesalcih v porečju Sevana precej slabe. Volk, šakal, lisica, martenka in mačka so po navadi v rezervatu.

### Sevanski botanični vrt
Sevanski botanični vrt na površini 5 hektarjev je na nadmorski višini 2000 metrov in ima več kot 650 lokalnih, severnoameriških, azijskih in evropskih vrst. Deluje od leta 1944 kot satelit Erevanskega botaničnega vrta pod nadzorom Armenske nacionalne akademije znanosti.

## Mednarodno povezovanje
Sevan je pobraten z:
| - Grenoble, Francija - Bussy-Saint-Georges, Francija (od 7. avgusta 2009) - Brodnica, Poljska (od septembra 2010) |